# چاه‌تلخ (جهرم)
چاه‌تلخ نام روستایی از توابع بخش مرکزی شهرستان جهرم در استان فارس است.